# Decimus Junius Silanus
Decimus Junius Silanus was een consul ten tijde van de Romeinse Republiek. Waarschijnlijk is hij een zoon van Marcus Junius Silanus, consul in 109 v.Chr. Tevens was hij de stiefvader van Marcus Junius Brutus, doordat hij getrouwd was met zijn moeder Servilia.

## Biografie
In 70 v.Chr. werd Silanus aedile, maar verloor zeven jaar later de verkiezingen voor het consulschap. Hij werd echter wel aangesteld als consul suffectus en werd in die hoedanigheid om zijn opinie gevraagd over Lucius Sergius Catilina door Cicero. Het jaar daarop werd hij alsnog tot consul verkozen samen met Lucius Licinius Murena. Onder hen werden de lex Junia Licinia en de lex Caecilia Didia ingevoerd.